# Ceratonyx constantia
Ceratonyx constantia är en fjärilsart som beskrevs av Dyar 1912. Ceratonyx constantia ingår i släktet Ceratonyx och familjen mätare. Inga underarter finns listade i Catalogue of Life.